# Damāş
Damāş (arabiska دماص) är en ort i Egypten. Den ligger i guvernementet ad-Daqahliyya, i den norra delen av landet, 80 km norr om huvudstaden Kairo. Damāş ligger 12 meter över havet och folkmängden uppgår till cirka 35 000 invånare.

## Geografi
Terrängen runt Damāş är mycket platt. Runt Damāş är det mycket tätbefolkat, med 2 345 invånare per kvadratkilometer. Närmaste större samhälle är Zifta, cirka 13 km sydväst om Damāş. Trakten runt Damāş består till största delen av jordbruksmark.